# Kudi
Das Kudi, auch Bade Garang-Beusi, Badi Gangang-Beusi, Kodhik, Koedi, Koedjang, Kudik, Tjundrik oder Kujang, ist ein Messer aus Java.

## Beschreibung
Das Kudi hat eine einschneidige, spitze, unregelmäßige Klinge. Die Klingen haben weder Mittelgrat noch Hohlschliff. Sie sind oft aus Pamor-Stahl (ähnlich Damaszenerstahl) hergestellt. Die Klingen sind bei manchen Versionen mit mehrfachen Durchbohrungen versehen, die hohl belassen oder mit Kupfernieten ausgefüllt werden. Die Messer gibt es in vielen Variationen, die in Länge, Ausstattung und Klingenform variieren. Die Einwohner von Sumatra schreiben den Klingen magische Fähigkeiten zu. Sie werden von Medizinmännern (indon. Pawang) als Zeichen ihrer Macht getragen. Die Kudi wurden in verschiedenen Zeiten hergestellt. Die älteren Klingenformen sind kürzer, die neueren länger und werden bis heute hergestellt. Die Längen variieren von der Größe eines normalen Messers bis zur Größe einer Machete. Manche Formen haben Ähnlichkeit mit einer Axt, andere haben die Form eines stilisierten Vogelkopfes (Kudi Peksi), eines Schlangenkopfes (Kudi Naga-Antaboga), eines Affenkopfes (Kudi Bedes) oder einer Wayang-Figur (Kudhi-Wajang). Die Kudi haben keine Scheiden. Sie werden bis heute in der Kampfkunst Silat benutzt.